# 斎藤平蔵
斎藤 平蔵（さいとう へいぞう、1919年 - 2005年）は、日本の建築環境学者。東京大学工学部教授、東京理科大学理工学部教授を歴任。工博。
著書に『建築気候』 (大学講座建築学環境編 1、共立出版)『都市環境と人間』『建築設備の実務Ⅰ』（現代建設実務大系、監修）など。
受賞は空気調和・衛生工学会学会賞 論文賞、日本建築学会賞大賞受賞など。